# Avenue Jean Accent
L'avenue Jean Accent est une rue bruxelloise de la commune d'Auderghem. Cette voie située près du parc Tenreuken relie l'avenue René Stevens et l'avenue du Grand Forestier sur une longueur de 220 mètres.
La numérotation des habitations va de 5 à 41 pour le côté impair et de 30 à 40 pour le côté pair.

## Historique et description
Une partie de cette voie existait déjà lorsque Auderghem accéda à l’autonomie en 1863. Ce n’était qu’un chemin champêtre commençant à l’actuelle avenue Jean Van Horenbeeck pour mener vers l’étang situé aujourd’hui au cœur du parc Tenreuken. Le chemin continuait jusqu’aux Trois Tilleuls à Watermael-Boitsfort, où on le nomma rue du Tilleul.
Avant de recevoir le nom actuel, le chemin avait reçu les noms suivants :
- en 1848, chemin no 14, Lindestraet (rue du Tilleul) ;
- vers 1900, chemin Ten Reuken ;
- le 17 novembre 1933, rue René Stevens ;
- le 24 août 1934, avenue des Aquarellistes[1] ;
- le 13 août 1946, rue Jean Accent.

### Origine du nom
Le nom de la rue rend hommage au soldat Jean Edouard Albert Accent, né à Ixelles le 13 novembre 1914 et mort à Ixelles le 12 juin 1940 des suites de ses blessures lors de la campagne des 18 jours, seconde Guerre mondiale. Il était domicilié dans la commune de Auderghem.

## Inventaire régional des biens remarquables
Dans Histoire des Environs de Bruxelles (éd. 1973) d’Alphonse Wauters, figure sur une carte dans cette rue – jadis chemin Ten Reuken – le cabaret l’Espérance, un lieu de détente ou estaminet tel qu’il s’en trouvait beaucoup à la campagne, à la fin du XIXe siècle.
L’architecte-sculpteur renommé Jacques Moeschal, s’installa plus tard à cet endroit. Auderghem possède l’une de ses œuvres exposée devant le Centre culturel au boulevard du Souverain.